# Ballingstraße 2 (Bad Kissingen)

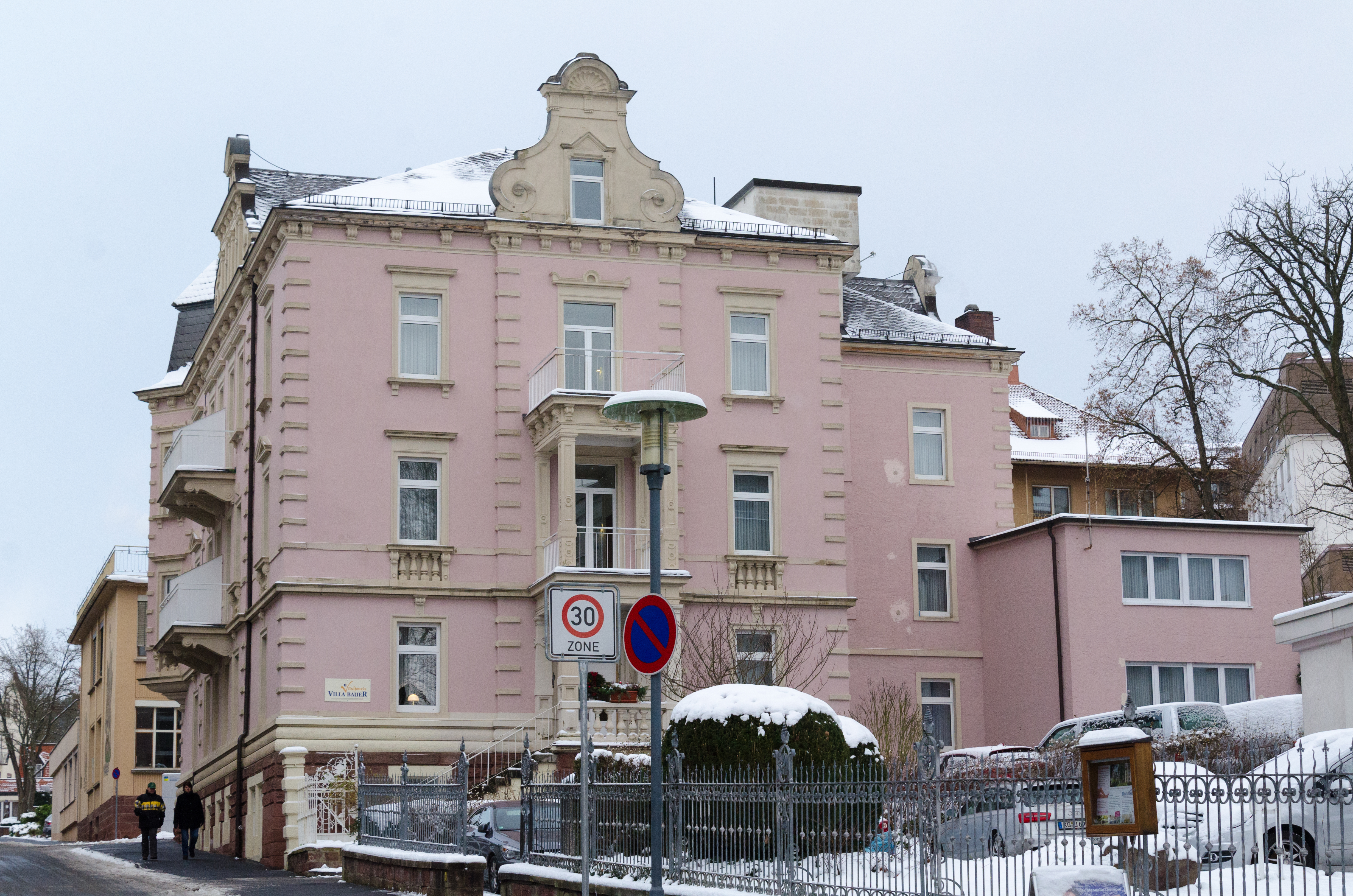
Ballingstraße 2 in Bad Kissingen.

Das Anwesen Ballingstraße 2 in Bad Kissingen, der Großen Kreisstadt des unterfränkischen Landkreises Bad Kissingen, gehört zu den Bad Kissinger Baudenkmälern und ist unter der Nummer D-6-72-114-267 in der Bayerischen Denkmalliste registriert.

## Geschichte
Der dreigeschossige, verputzte Walmdachbau entstand im Jahr 1890 als Kurhotel. Es wurde vom Würzburger Architekten E. Hofmann im Stil der Neorenaissance errichtet. Die Neorenaissance kommt in dem Anwesen durch die regelmäßig verteilten, schmalen Quadersteine an den Ecken und Vorsprüngen, durch die geraden oder giebelförmigen Fensterverdachungen und durch die Ziergiebel mit Voluten zur Bekrönung der Risalite zum Ausdruck.
Das Anwesen hat inzwischen eine etwas vereinfachte Gesamterscheinung.